# Cremnodes rufipes
Cremnodes rufipes là một loài tò vò trong họ Ichneumonidae.